# Одолень-трава

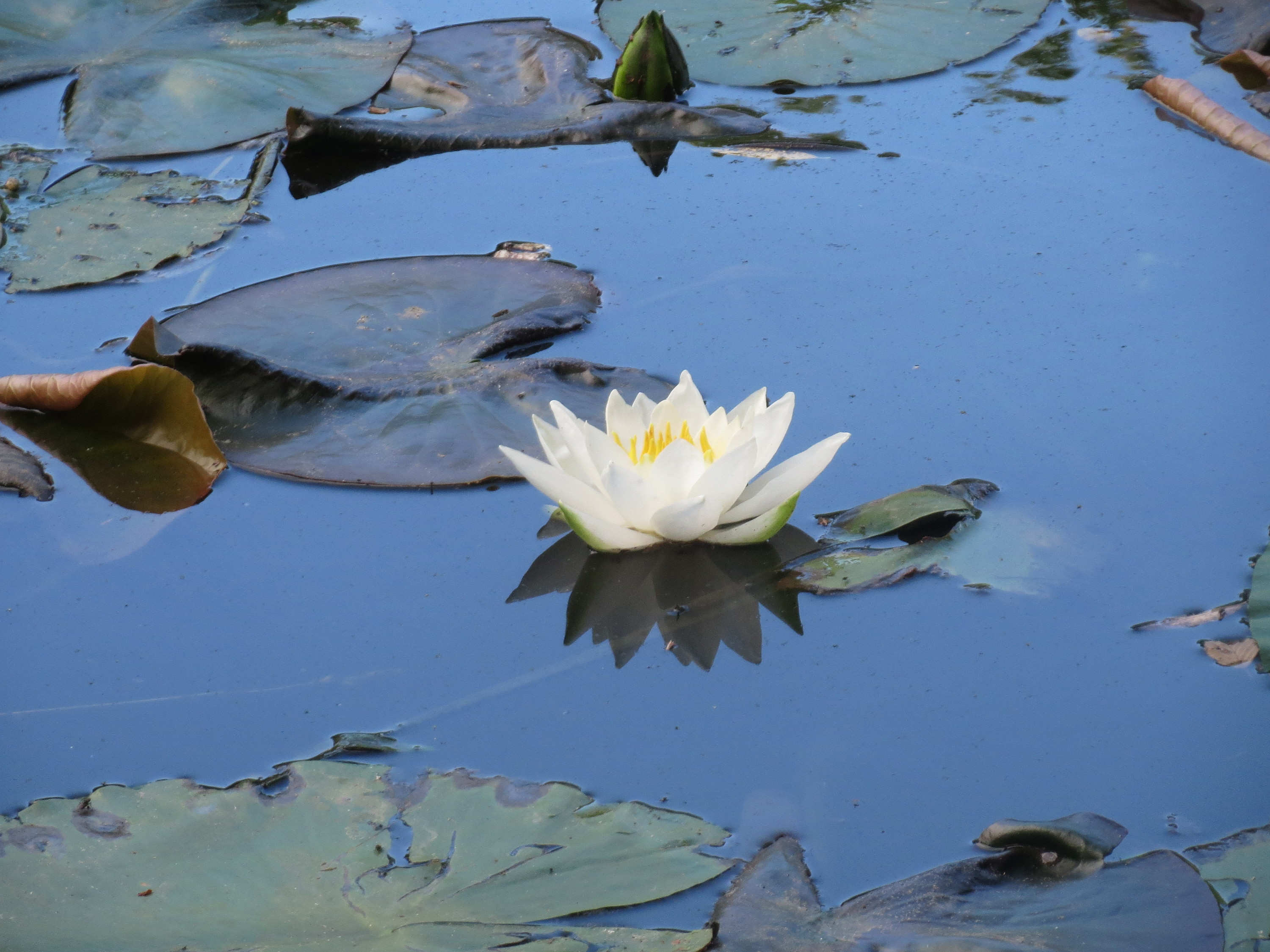
Одолень-трава белая

Одоле́нь-трава́ (вариант: о́далень), реже о́долень-трава или просто одолень (от слова одолевать), иногда руса́лочий цветок — согласно славянской мифологии, магическая трава-оберег, защищавшая от злых духов.
В языческие времена эта трава имела ритуальное (магическое) значение, позднее, во времена христианства, постепенно превратилась в фольклорный элемент, составляя сюжеты легенд или предмет поговорок. «Одолень» в полном согласии с названием в народных представлениях стало означать «одолевающая всякую беду и хворь». Но прежде других напастей это растение считалось отгоняющим всякое зло и напасть от путников, поскольку дальняя дорога в народном представлении всегда была связана с уязвимостью человека перед громадным числом опасностей, как реальных, так и воображаемых. Выезжая или выходя в путь, «отчитывались» суеверные люди особым заговором, зашивая эту траву в ладанку и вешая её на крест-тельник.
Чаще всего под «одолень-травой» имели в виду водное растение белую кувшинку (нимфею белую) или кубышку (жёлтую кувшинку). Этот вариант поддерживало также традиционное поверье, согласно которому в кувшинку превращались русалки.:159 Однако в разных местностях и традициях под названием одолень-травы могли подразумеваться и совсем другие растения, в том числе и не растущие в воде, к примеру молочай волосистый. Иногда трава сама по себе могла становиться оберегом, а в иных случаях её ещё нужно было предварительно «заговорить» (отчитаться) специальными способами.

## Названия и варианты

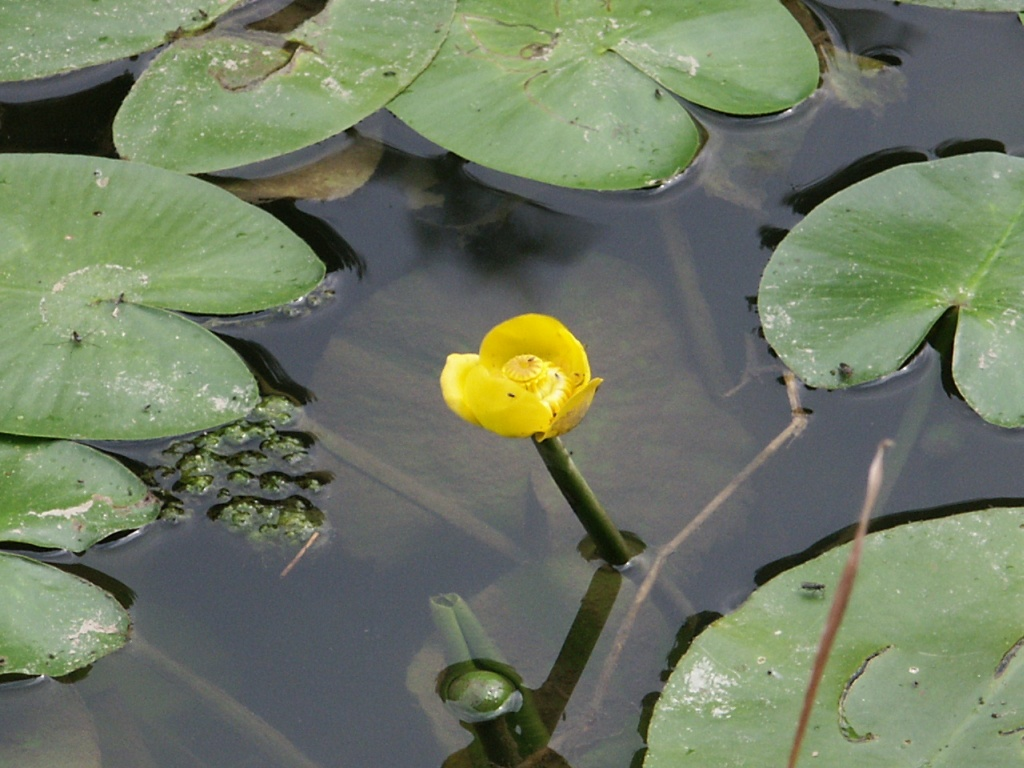
Одолень-трава жёлтая

Этимология слова очевидна, существительное одолень образовано от глагола одолеть, одолевать (одержать верх или победить). Отсюда и широкое применение: от одоления болезней, до победы над напастями, злыми людьми или нечистой силой. В словаре Даля также приводится значение приворотная трава́, ворожейное зелье.
С другой стороны, лекарственных растений, одолевающих разные болезни, на свете очень большое количество. Отсюда, вероятно, и возникали множественные местные варианты, когда одоленью начинали называть не кувшинку, а совсем другие растения, помогающие от недугов и хворей, например «Euphorbium» (Молочай). Ещё одним распространённым вариантом одолени стала валериана лекарственная, которая в народных представлениях не только одолевает все болезни, но и успокаивает.
Как следствие, одолень нередко стала появляться с уточняющим определением. Начиная с XIX века можно встретить одолень белый (кувшинка), жёлтый, алый или лазоревый. Иногда также встречается уточнение места произрастания: одолень водяной, полевой или лесной.

## Описание и приписываемые свойства
Самое широкое применение одолень-трава имела как оберег для путников, отгоняющий нечистую силу и всякое зло. На этот счёт существовало множество вариантов различных заговоров и ритуалов, усиливающих или активирующих магические свойства растения. Причём, некоторые тексты отличались почти былинным слогом и такими же размерами. Один из пространных текстов начинался такими словами: «Еду я из поля в поле, в зелёные луга, в дальние места, по утренним и вечерним зорям; умываюсь медвяной росою, утираюсь солнцем, облекаюсь облаками, опоясываюсь чистыми звёздами! Одолень-трава! Не я тебя поливал, не я тебя породил, породила тебя Мать-Сыра-Земля, поливали тебя девки простоволосыя, бабы-самокрутки. Одолень-трава! Одолей ты злых людей: лихо бы на нас не думали, сквернаго не мыслили. Отгони ты чародея, ябедника. Одолень-трава! Одолей мне горы высокия, долы низкие, озеры синия, берега крутые, леса темные, пеньки и колоды…».
К двадцатому веку текст заговора постепенно формализовался, становился короче и проще, многие его варианты, в конечном счёте, сводились к одному, узнаваемому. «Одолень-трава, одолень-трава! Одолей ты злых людей: лихо бы на нас не думали, скверного не мыслили, отгони ты чародея, ябедника. Одолень-трава, одолень-трава! Одолей мне горы высокие, долы низкие, озера синие, берега крутые, леса темные, пеньки и колоды… Спрячу я тебя, одолень-трава, у ретивого сердца во всем пути и во всей дороженьке…».
В конце концов, одолень-трава потеряла ботаническую определённость, в зависимости от местой флоры и традиций, за одолень-траву в разных регионах принимали самые разные растения. Кроме того, она перестала быть специфическим оберегом только для путников, получив взамен едва ли не универсальную репутацию «преодоления всех напастей». Так, считалось, что отвар травы помогает при зубной боли, отравлении ядами и к тому же имеет высокую эффективность в качестве приворотного зелья, которым можно приворожить любую красавицу. С корнями одолень-травы пастухи обходили стадо, чтобы волки, медведи и нечистая сила держались подальше и не трогали скот.
Народный травник XIX века, характеризуя этот оберег, обошёлся уже самыми широкими и неопределёнными выражениями: «кто найдёт Одолень-траву, тот вельми себе талант обрящет на земле», а также всякий купец, который собирается в дальний путь с этой травой: «где не пройдёт, много добра соберёт».
Как считает Владимир Солоухин, для древних славян одолень-трава имела не только магическое значение, но также и представляла собой память об отчем доме и предмет, связывающий с родиной. Уходя в дальнюю дорогу, они ныряли в местную речку или озеро, чтобы достать со дна кусочек корневища кувшинки, что было не таким уж и простым делом. Кусочек корня хранили у сердца во время странствий как оберег и частицу прошлой жизни, родного края.

## Метафорическое значение
Само название травы, имеющее архаический протославянский оттенок и, одновременно, понятное для современного человека значение, в итоге определило её устойчивое место как в разговорном языке, так и в представлениях. «Одолень», в конечном счёте, позволял одолеть всякую серьёзную проблему, возникающую перед любым человеком, каковой бы она ни была. Чаще всего под напастями или за ними имелись в виду «злые люди» и полный спектр исходящих от них потенциальных опасностей, включая грабёж, убийство или отравление. Само по себе словосочетание «одолей…, трава-Одолень» (с соответствующим перечислением после слова «одолей») вошло в разговорный и литературный язык и стало употребляться разными авторами в устойчивой форме.

Одолень-траву сорвал я, ей на сердце быть, цвети,

Сделай лёгкой путь-дорогу, будь подмогой мне в пути.

Одолей высоки горы, долы, топи, берега,

Тёмны чащи, тёмны думы, тайну тёмного врага.

Чтоб рука не поднималась, замышляющая зло,

Чтобы в совести вспенённой стало тихо и светло,

Чтобы зеркалом холодным в даль душа могла взглянуть,

Чтоб с цветком, с цветком у сердца, равномерно мерить путь.— Константин Бальмонт, «Заговор на путь-дорогу» (из сборника «Жар-птица. Свирель славянина»), лето 1906

## В литературе
Неоднократно упоминает и рассказывает об одолень-траве Павел Мельников-Печерский, прежде всего, в своих «народных» романах: «В лесах» (1871—1874) и «На горах» (1875—1881), снабжая текст уточняющими комментариями для читателя.
Несколько стихотворений в 1906 году посвятил одолень-траве Константин Бальмонт, в том числе, два из них полностью построены на имитации ритуала: «Заговор на путь-дорогу» (сборник «Жар-птица. Свирель славянина») и собственно, «Одолень-трава» (цикл «Отсветы раковин», сборник «Злые чары»).
Звучное, эффектное (отчасти, символистское) и, вдобавок, имеющее почвенный, славянский и архаический характер словосочетание одолень-трава множество раз становилось названием для отдельных произведений, а также сборников и книг разных авторов, как прозаиков, так и поэтов, в том числе, носящих заведомо популярный или конъюнктурный характер.
В 1958 году в московском издательстве «Художественная литература» вышел четвёртый поэтический сборник новосибирской поэтессы Елизаветы Стюарт под названием «Одолень-трава».
В 1963 году известный советский драматург, лауреат Сталинской премии второй степени за 1949 год, Валентина Любимова написала по заказу Московского ТЮЗа пьесу-сказку в стихах «Одолень-трава» (для детей школьного и дошкольного возраста). И в XXI веке время от времени эта пьеса ставится на сценах разных детских театров России.
Первый опубликованный в Советском Союзе поэтический сборник Марии Вега назывался «Одолень-трава» (1966 год). В нём есть и заглавное стихотворение под таким же титулом, которое заканчивается печальным рефреном: «Одолень моя, Одолень».
В 1971 году Нижне-Волжское книжное издательство выпустило сборник южнорусских легенд, преданий и сказок в обработке писателя Бориса Лащилина под названием «Одолень-трава».
Одно из стихотворений Татьяны Брыксиной 1973 года называется «Одолень-трава». Оно носит диалоговый характер и в общих чертах воспроизводит ритуал с точки зрения понимания обывателя, советского человека.
В 1974 году известный советский писатель и журналист-геолог Андрей Ромашов издал повесть «Одолень-трава» о становлении советской власти на Урале.
В 1976 году в московском издательстве «Современник» вышла революционно-героическая повесть вологодского писателя Игоря Полуянова, посвящённая событиям гражданской войны на севере. Победа Красной армии и начало установления советской власти показано глазами крестьянки Федосьи Достоваловой и её мужа Фёдора.
В 1987 году известный переводчик и член Союза писателей Советского Союза Семён Шуртаков за свой роман «Одолень-трава» получил Государственную премию РСФСР.
В 1996 году петербургская поэтесса Ирэна Сергеева назвала свой сборник «Одолень-трава». В книгу была включена подборка неизданных за прошедшие сорок лет стихов (1956—1995 годы).
В конце 1990-х ставропольская поэтесса Валентина Сляднева опубликовала сборник стихов «Одолень-трава», в следующем году отмеченный премией Губернатора Ставропольского края.
Под таким же названием «Одолень-трава» в 2013 году во Львове вышел (на русском языке) сборник сказок и маленьких рассказов украинского писателя Валерия Провозина.

## В геральдике
Центральным элементом герба города Новополоцка является символическое изображение белой кувшинки. Этот геральдический элемент выполянет роль напоминания о древней легенде Полоцкой земли про Белый город, к которому из древнего Полоцка ведёт подземный ход под рекой. У древних славян кувшинку белую называли одолень-травой, использовали в качестве оберега, наделяли защитной силой и приписывали ей таинственные свойства. Считалось, что «кто найдёт одолень-траву, тот вельми талант себе обрящеть». Из корневища кувшинки белой получали муку, которую использовали для выпечки хлеба.
Центральным изображением флага города Каменск-Шахтинский выступает ветка одолень-травы, закрученная в круг посолонь (когда листья ветки расположены по ходу солнца), с изображением раненого оленя (древнего символа казаков Дона) внутри образовавшейся окружности. В соединении две фигуры символизируют спасение и воскрешение. Олень (символ мужества и чести), питаясь одолень-травой, залечит раны, наберётся сил и возродится к новой жизни. Три листка травы также символизируют трёхсотлетие города Каменск-Шахтинского, которое состоялось в 1971 году.